# DraftSight
DraftSight - oprogramowanie 2D/3D CAD stworzone przez firmę Dassault Systèmes.

## Opis
Do 31 grudnia 2019 roku dostępne w trzech wersjach licencji: darmowe, Professional, Enterprise. DrafSight w wersji darmowej oferował funkcje edycji 2D CAD. Mógł również służyć do przeglądania rysunków w 3D, w formatach plików *.dwg, *.dxf. Wersja Professional względem darmowej udostępniała obsługę makr oraz komend LISP, import plików PDF, obsługę plików *.dgn.
Wersja Enterprise posiadała wsparcie modelowania 3D CAD.  Po 31 grudnia 2019 roku funkcje do pory oferowane przejęła nowo wprowadzona wersja Standard. 
Funkcjonalność wersji Professional nie uległa zmianie. Wprowadzono nową wersję Premium z funkcjami modelowania oraz obsługi bloków dynamicznych. Programy DraftSight w wersji Premium i Enterprise umożliwiają również współpracę z innymi narzędziami CAD stworzonymi przez Dassault Systemes.
Dzięki wykorzystaniu bibliotek ODA Teigha oprogramowanie Draftsight zapewnia pełną zgodność z formatem DWG. 
Interfejs programu wzorowany jest na interfejsie programu AutoCAD LT. Można przełączać interfejs między ustawieniami klasycznymi (menu, paski, wiersz poleceń), A nowoczesnym (wstążka, wiersz poleceń). Interfejs programu zbliżony jest również do oprogramowania Ares Commander co wiąże się a wykorzystaniem tego samego API interfejsu.

## Aktywacja oprogramowania
DraftSight Free wymagał aktywacji po uruchomieniu. Możliwość aktywacji w dowolnym momencie w ciągu najbliższych 30 dni. Aktywacja wymagała połączenia z Internetem i podania ważnego adresu e-mail, na który zostanie wysłany e-mail aktywacyjny. Aktywacja DraftSight jest powiązana z użytkownikiem (kontem użytkownika), a nie z konkretnym komputerem. Jeśli na jednym komputerze używanych jest wiele kont użytkowników, konieczne było aktywowanie DraftSight dla każdego konta osobno. Aktywację należało również powtórzyć po sześciu i dwunastu miesiącach używania DraftSight, a następnie co roku. Aktywacja była wymagana ze względu na badanie statystyk oprogramowania przez Dassault Systemes.

## Historia rozwoju
W 2005 r. niemiecka firma Graebert GmbH rozpoczęła opracowywanie oprogramowania 2D CAD o nazwie ARES, które uruchomiła w 2010 r. Kilka miesięcy później został zakupiony przez Dassault Systèmes i rozpoczął dystrybucję pod nazwą DraftSight.
| Wersja produktu | Data wydania     |
| --------------- | ---------------- |
| DraftSight V1R1 | Luty 2011        |
| DraftSight V1R2 | Kwiecień 2012    |
| DraftSight V1R3 | Październik 2012 |
| DraftSight V1R4 | Wrzesień 2013    |
| DraftSight V1R5 | Grudzień 2013    |
| DraftSight 2015 | Wrzesień 2014    |
| DraftSight 2016 | Luty 2016        |
| DraftSight 2017 | Listopad 2016    |
| DraftSight 2018 | Październik 2017 |

## Obsługiwane systemy
DraftSight do wersji 2018 dostępny był na systemy operacyjne Microsoft Windows w wersji Vista/7/8/8.1/10, na Mac OS X 10.13 (High Sierra), 10.14 (Mojave) lub 10.15 (Catalina) oraz Linux Fedora/Ubuntu.
Od 1 stycznia 2020 dostępny jest na platformy systemowe Windows oraz Mac OS.

## Wymagania systemowe
Zalecane dla Windows:
- Wersja 64-bitowa: Microsoft Windows 10 (z najnowszymi aktualizacjami i dodatkami Service Pack)
- Wersja 32-bitowa: Microsoft Windows 10 (z najnowszymi aktualizacjami i dodatkami Service Pack)
- Procesor Intel Core i5, AMD Athlon/Phenom x4 lub lepszy
- 1.5 GB wolnej przestrzeni dyskowej, zależnie od zainstalowanych aplikacji pomocniczych
- 8 GB pamięci RAM
- Karta graficzna z akceleratorem 3D i obsługą OpenGL w wersji 3.2 lub lepsza
- Monitor o rozdzielczości Full HD (1080p)

Zalecane dla Mac:
- Komputer IMac z procesorem Intel Core 2 Duo lub szybszym
- Mac OS X 10.13 (High Sierra), 10.14 (Mojave) lub 10.15 (Catalina)
- 2 GB pamięci RAM (zalecane co najmniej 8 GB)
- 1 GB dostępnej przestrzeni dyskowej dla instalacji
- Karta graficzna z akceleratorem 3D i obsługą OpenGL w wersji 1.4 (zalecana z obsługą OpenGL w wersji 3.2 lub lepsza)
- Wyświetlacz o rozdzielczości 1280 × 768 pikseli lub wyższej